# Azteca cordincola
Azteca cordincola is een mierensoort uit de onderfamilie van de Dolichoderinae. De wetenschappelijke naam van de soort is voor het eerst geldig gepubliceerd in 1921 door Auguste Forel.